# Autofradate (satrapo)
Autofradate (in greco antico: Αὐτοφραδάτης?, Autophradátēs e dal persiano Vāta-fradāta; IV secolo a.C.) è stato un satrapo persiano della Lidia.
Succeduto a Tiribazo intorno al 391 a.C., nel 390 a.C. assunse il comando della spedizione persiana contro Evagora di Cipro. L'assenza al governo della satrapia di Lidia, permise a Tiribazo di riacquistare il suo potere fino al 380 a.C., anno in cui Autofradate iniziò a combattere i satrapi ribelli al potere del Gran Re (Artaserse II): Datame, satrapo di Cappadocia, e Ariobarzane, satrapo della Frigia ellespontica (anche se quest'ultimo, assediato ad Asso ed aiutato da Timoteo e Agesilao, costrinse Autofradate alla ritirata nel 365 a.C.). 
Autofradate alla fine però si unì alla rivolta dei satrapi, fino a quando, profilandosi la sconfitta, stipulò un trattato col re e mantenne il governo della sua satrapia fino alla morte (circa 350 a.C.). Presso alcune città della Lidia (soprattutto Lampsaco e Cuma) sono state ritrovate alcune monete recanti il suo ritratto (una sua allusione è anche su un sarcofago di un comandante licio presso Xanthos).